# Семененко Дмитро Володимирович
Дмитро́ Семене́нко — український спортсмен-пауерліфтер.

## Біографія
Родом з Попасної. У 2007 вступив до Східноукраїнського національного університету імені Володимира Даля, після успішного закінчення якого, залишився працювати у ЗВО на посаді викладача кафедри фізичного виховання та здоров'я людини. Проживає в місті Сєвєродонецьк.

## Спортивні досягнення
- Першу перемогу на міжнародних змаганнях здобув 2009 року, двічі здобував золоті нагороди чемпіонатів світу, тричі — чемпіонатів Європи.
- 2011 року почав встановлювати рекорди Європи та світу з пауерліфтингу.
- У травні 2015-го в Німеччині на чемпіонаті Європи-2015 з пауерліфтингу здобув срібну нагороду, вагова категорія до 105 кг, з результатом 1017,5 кг. При цьому він встановив новий рекорд світу і Європи в присіданні зі штангою — 415 кг — це його четвертий рекорд.